# Недоторканність (право)
Недоторка́нність — юридична гарантія правового статусу окремих категорій осіб (депутатів, дипломатів, суддів, а також чатових, парламентерів і т. ін.), що полягає в захисті від примусу, який міг би бути застосований за звичайних обставин.
Недоторканність «не є особистим привілеєм, а має публічно-правовий характер»; її призначення — «забезпечення безперешкодного та ефективного здійснення [ посадовою особою ] своїх функцій».
Недоторканність може розрізнятися за тим захистом, який вона надає своїм носіям, часом дії, силою, підставою виникнення тощо.

## Історичний розвиток недоторканності
У Стародавньому Римі особа народного трибуна вважалася недоторканною.
На етапі своїх витоків (XVI століття, Палата громад англійського Парламенту) статус члена парламенту включав дві свободи: англ. freedom of speech — гарантована свобода слова; і англ. freedom from arrest — свобода від арештів, яка обмежувалася категорією цивільних справ. З розвитком європейського парламентаризму ці свободи еволюцінізували в категорії депутатських імунітету (лат. immunitas, immunitatis — звільнення від повинності, недоторканність) та індемнітету (лат. indemnitas, indemnitatis — захист від шкоди, забезпечення збереження).
Недоторканність дипломатичних представників була закріплена нормою міжнародного права у Віденській конвенції про дипломатичні зносини (1961), однак саме поняття дипломатичної недоторканності та звичаєве право, на якому базувався цей інститут, мають набагато довшу історію.
Правом недоторканності здавна користувалися чатові (озброєні вартові) та парламентери (переговірники між сторонами, що знаходяться у стані війни). Статус недоторканності парламентера був закріплений статтею 32 Положення про закони і звичаї сухопутної війни, що є додатком до 4-ї Гаазької конвенції «Про закони і звичаї війни» від 18 жовтня 1907 року.

### Недоторканність в іноземних країнах сьогодні
У сучасних європейських правових системах запроваджено подвійний захист парламентарія. Основні Закони зарубіжних країн оперують поняттями англ. non-liability; англ. non-accountability; фр. l'irresponsabilité (що означає невідповідальність члена парламенту перед судом за його голосування чи виступи в процесі виконання обов'язків) та англ. inviolability; фр. l’inviolabilité (недоторканність парламентарія як його свобода від затримань, арештів чи переслідування в судовому порядку без згоди парламенту).
І зараз у конституціях зарубіжних країн норми щодо непритягнення і невідповідальності членів парламенту здебільшого рознесені по різних статтях.
За даними наукового дослідження Інституту законодавства Верховної Ради України, у результаті вивчення 64 конституцій держав світу встановлено, що в переважній більшості з них парламентарій також не може бути затриманий, заарештований, притягнутий до кримінальної відповідальності, за винятком випадків, коли його затримано на місці злочину (Австрія, Бельгія, Греція, Франція), для забезпечення безпеки інших людей (Росія), при порушенні громадського порядку (США). За нормою Конституцій Португалії, Швеції, Фінляндії, депутатський імунітет обмежується в залежності від тяжкості злочину, в якому звинувачується парламентарій.
Обмеження депутатської недоторканності простежується на прикладах європейських та євроатлантичних країн: там недоторканність діє як додаткова гарантія статусу членів парламенту (винятково в межах парламентської діяльності) та припиняється у зв'язку зі скоєнням депутатом злочину (якщо він затриманий на місці злочину). У більшості держав англосаксонської системи права недоторканність поширюється на час парламентської сесії, а у Великій Британії — за 40 днів до відкриття сесії, на час її проведення і протягом 40 днів по її закінченні.
У Конвенції про міжпарламентську асамблею держав-учасниць Співдружності Незалежних Держав від 26 травня 1995 р. зазначено: «Привілеї й імунітети надаються членам парламентських делегацій держав-учасниць… у відрядженнях і справах Міжпарламентської Асамблеї не для їхньої особистої вигоди, а для того, щоб забезпечити незалежне виконання ними своїх функцій».
Підхід щодо забезпечення незалежності і недоторканності суддів закріплено у Конвенції про захист прав людини та основних свобод (4 листопада 1950 року), та в низці інших міжнародних документів, а саме: «Основні принципи незалежності судових органів [Архівовано 6 січня 2017 у Wayback Machine.]», ухвалені резолюціями 40/32 від 29 листопада 1985 року та 40/146 від 13 грудня 1985 року Генеральної Асамблеї ООН, «Процедури ефективного здійснення Основних принципів незалежності судових органів», затверджені 24 травня 1989 року Резолюцією 1989/60 Економічної і Соціальної Ради ООН, Європейська хартія «Про статус суддів» [Архівовано 15 жовтня 2015 у Wayback Machine.] від 10 липня 1998 року, Рекомендації № (94) 12 Комітету Міністрів Ради Європи «Незалежність, дієвість та роль суддів [Архівовано 5 лютого 2017 у Wayback Machine.]» від 13 жовтня 1994 року та інших. Цей підхід також підтверджується практикою Європейського суду з прав людини.

## Недоторканність посадових осіб в Україні
Згідно з Конституцією України, недоторканністю наділені:
1. Народні депутати УкраїниСтаття 80. Народні депутати України не несуть юридичної відповідальності за результати голосування або висловлювання у парламенті та його органах, за винятком відповідальності за образу чи наклеп.
2. Президент УкраїниСтаття 105. Президент України користується правом недоторканності на час виконання повноважень.
3. СуддіСтаття 126. Незалежність і недоторканність судді гарантуються Конституцією і законами України.

До 2020 року народні депутати України володіли також імунітетом від притягнення до кримінальної відповідальності, затримання чи арешту.
Тлумаченню поняття недоторканності присвячені рішення Конституційного Суду України:
- Рішення Конституційного Суду України у справі за конституційним поданням Президента України щодо відповідності Конституції України (конституційності) Закону України «Про Рахункову палату Верховної Ради України» (справа про Рахункову палату): Конституційний Суд; Рішення від 23.12.1997 № 7-зп [Архівовано 16 жовтня 2015 у Wayback Machine.]
- Рішення конституційного суду України у справі за конституційним поданням Міністерства внутрішніх справ України щодо офіційного тлумачення положень частини третьої статті 80 Конституції України (справа про депутатську недоторканність): Конституційний Суд; Рішення від 27.10.1999 № 9-рп/99 [Архівовано 6 вересня 2013 у Wayback Machine.];
- Рішення Конституційного Суду України у справі за конституційним поданням Президента України про офіційне тлумачення положень частин другої, третьої статті 17, частини другої статті 27 Закону України «Про статус народного депутата України» (справа про гарантії діяльності народного депутата України): Конституційний Суд; Рішення від 10.04.2003 № 7-рп/2003 [Архівовано 21 серпня 2012 у Wayback Machine.];
- Рішення Конституційного Суду України у справі за конституційним поданням 56 народних депутатів України про офіційне тлумачення положень частин першої, третьої статті 80 Конституції України, частини першої статті 26, частин першої, другої, третьої статті 27 Закону України «Про статус народного депутата України» та за конституційним поданням Міністерства внутрішніх справ України про офіційне тлумачення положення частини третьої статті 80 Конституції України стосовно затримання народного депутата України (справа про гарантії депутатської недоторканності): Конституційний Суд; Рішення від 26.06.2003 № 12-рп/2003 [Архівовано 23 вересня 2013 у Wayback Machine.]
- Рішення Конституційного Суду України у справі за конституційним поданням 47 народних депутатів України про офіційне тлумачення положень частини першої статті 105, частини першої статті 111 Конституції України (справа щодо недоторканності та імпічменту Президента України): Конституційний Суд; Рішення від 10.12.2003 № 19-рп/2003 [Архівовано 17 червня 2013 у Wayback Machine.];
- Рішення Конституційного Суду України у справі за конституційним поданням Верховного Суду України про офіційне тлумачення положень частин першої, другої статті 126 Конституції України та частини другої статті 13 Закону України «Про статус суддів» (справа про незалежність суддів як складову їхнього статусу: Конституційний Суд; Рішення від 01.12.2004 № 19-рп/2004 [Архівовано 12 вересня 2013 у Wayback Machine.].

### Зміст недоторканності посадових осіб
Проблеми імунітету, недоторканності та відповідальності досліджувалися в Україні такими, зокрема, вченими: В. Бужором і М. Козюком, Л. Р. Наливайком (дис.), М. М. Самуйликом (дис.), А. О. Селівановим, О. В. Бондарчуком та ін.
Як вирішив Конституційний Суд України, встановлення додаткових порівняно з недоторканністю  особи гарантій недоторканності для окремих категорій державних посадових осіб має на меті створення належних умов для виконання покладених на них державою обов'язків та захист від незаконного втручання у їх діяльність. Недоторканність посадових осіб є гарантією більш високого рівня у порівнянні з недоторканністю,  яка встановлюється для всіх осіб.

#### Народні депутати
До останнього часу важливою конституційною гарантією правового статусу народних депутатів України вважалася депутатська недоторканність, яка має цільове призначення — забезпечення безперешкодного та ефективного здійснення народним депутатом України своїх функцій. Вона не є особистим привілеєм, а має публічно-правовий характер. Її метою є «забезпечити ефективність діяльності парламентарія з метою максимальної реалізації ним свого мандата».
Згідно з положеннями частини другої статті 80 Конституції України, народні депутати України не несуть юридичної відповідальності за результати голосування або висловлювання у парламенті та його органах, за винятком відповідальності за образу чи наклеп. Це означає, що народний депутат України і після припинення депутатських повноважень не може бути притягнений до юридичної відповідальності за зазначені дії.
Депутатська недоторканність передбачала також особливий порядок притягнення до кримінальної відповідальності, затримання чи арешту народних депутатів України. Вони не могли бути без згоди Верховної Ради України притягнені до кримінальної відповідальності, затримані чи заарештовані (частина третя статті 80 Конституції України). Це положення втратило чинність з 1 січня 2020 року.
Таким чином, гарантії депутатської недоторканності поширюються на народних депутатів України з моменту визнання їх обраними за результатами виборів, засвідченими рішенням відповідної виборчої комісії, і до моменту припинення у встановленому порядку депутатських повноважень.
Депутатська недоторканність є не суб'єктивним правом, привілеєм окремого індивіда, а складовою статусу народного депутата України.
Депутатська недоторканність як елемент статусу народного депутата України є конституційною гарантією безперешкодного та ефективного здійснення народним депутатом України своїх повноважень.
З 1 січня 2020 року набрав сили новий особливий порядок притягнення народних депутатів до кримінальної відповідальності. Так, відкрити провадження може тільки Генеральний прокурор і доручити його тільки НАБУ чи ДБР; обов'язкове повідомлення депутата під час розгляду клопотань слідчих у суді (крім НРСД та обшуку); виключається відповідальність за діяльність «при здійсненні депутатських повноважень».

#### Президент
Право недоторканності Президента України є т. зв. «посадово-функціональним імунітетом». Це органічна складова його конституційного статусу, що має на меті забезпечення умов для реалізації покладених на нього повноважень.
Разом з тим, право недоторканності Президента України має обмеження в часі і діє лише на час виконання ним повноважень.
Президент України на час виконання повноважень не несе кримінальної відповідальності, проти нього не може бути порушена кримінальна справа.

#### Судді

##### Доконституційної реформи 2016
Складовою незалежності суддів є їхня недоторканність, призначення якої — забезпечити здійснення правосуддя. За Основним Законом України недоторканність судді в разі порушення щодо нього кримінальної справи полягає у тому, що суддя не може бути без згоди Верховної Ради України затриманий чи заарештований до винесення обвинувального вироку судом (частина третя статті 126).
Суддя, затриманий за підозрою у вчиненні діяння, за яке встановлена кримінальна чи адміністративна відповідальність, повинен бути негайно звільнений після з'ясування його особи. Суддя не може бути підданий приводу чи примусово доставлений до будь-якого органу чи установи, крім суду (ст. 49 Закону України «Про судоустрій і статус суддів»).
Недоторканність суддів — зазначається в рішенні Конституційного Суду — один із елементів їхнього статусу. Вона не є особистим привілеєм, а має публічно-правове призначення — забезпечити здійснення правосуддя неупередженим, безстороннім і справедливим судом.

##### Після конституційної реформи
Венеційська комісія (висновки: CDL-AD (2007)003 [Архівовано 16 жовтня 2013 у Wayback Machine.], CDL-AD (2010)026 [Архівовано 7 вересня 2013 у Wayback Machine.], CDL-AD (2011)033 [Архівовано 19 грудня 2013 у Wayback Machine.]) вважала неправильним те, «що парламент відіграє будь-яку роль у позбавленні суддівського імунітету».

Закон «Про внесення змін до Конституції України (щодо правосуддя)» від 2 червня 2016 року змінив конституційні гарантії статусу суддів. Стаття 126 Конституції з 30 вересня 2016 року проголошує:
Незалежність і недоторканність судді гарантуються Конституцією і законами України.
Вплив на суддю у будь-який спосіб забороняється.
Без згоди Вищої ради правосуддя суддю не може бути затримано або утримувано під вартою чи арештом до винесення обвинувального вироку судом, за винятком затримання судді під час або відразу ж після вчинення тяжкого або особливо тяжкого злочину.
Суддю не може бути притягнуто до відповідальності за ухвалене ним судове рішення, за винятком вчинення злочину або дисциплінарного проступку.
Суддя обіймає посаду безстроково…
Закони «Про судоустрій і статус суддів» (2016) та «Про Вищу раду правосуддя» встановлюють механізми реалізації цих конституційних положень.

### Критика інституту недоторканності
В Україні дискутується, в основному, тільки недоторканність народних депутатів.
Багато хто вважає, що депутати зловживають недоторканністю і намагаються потрапити до законодавчого органу, не в останню чергу, саме через цей привілей.
На думку Центру протидії корупції, реформа 2020 року лише посилила недоторканність народних депутатів під гаслами її скасування.
Проте, недоторканність виступає важливою гарантією прав опозиції.

### Реформування інституту недоторканності в Україні
Депутати місцевих рад володіли обмеженим обсягом недоторканності в період до 3 лютого 1998 р.
Всеукраїнський референдум 16 квітня 2000 року, проголошений Указом Президента України від 15 січня 2000 р. [Архівовано 18 серпня 2014 у Wayback Machine.], залишився консультативним за своїми наслідками, проте два з чотирьох його запитань були направлені на радикальне реформування конститутивних основ правового статусу народного депутата України. Так, згідно з оголошеними результатами, на запитання «Чи згодні Ви з необхідністю обмеження депутатської недоторканності…?» позитивно відповіли 89,0 % громадян.
У Верховній Раді реєструвалося багато законопроєктів, направлених на обмеження чи скасування недоторканності різних посадових осіб (Наприклад:  [Архівовано 15 жовтня 2015 у Wayback Machine.],  [Архівовано 15 жовтня 2015 у Wayback Machine.],  [Архівовано 16 жовтня 2015 у Wayback Machine.],  [Архівовано 15 жовтня 2015 у Wayback Machine.],  [Архівовано 15 жовтня 2015 у Wayback Machine.],  [Архівовано 15 жовтня 2015 у Wayback Machine.],  [Архівовано 15 жовтня 2015 у Wayback Machine.],  [Архівовано 29 вересня 2020 у Wayback Machine.],  [Архівовано 18 вересня 2020 у Wayback Machine.],  [Архівовано 15 жовтня 2015 у Wayback Machine.],  [Архівовано 15 жовтня 2015 у Wayback Machine.],  [Архівовано 15 жовтня 2015 у Wayback Machine.],  [Архівовано 11 січня 2014 у Wayback Machine.],  [Архівовано 15 жовтня 2015 у Wayback Machine.],  [Архівовано 15 жовтня 2015 у Wayback Machine.],  [Архівовано 11 січня 2014 у Wayback Machine.]).
Позиції Конституційного Суду щодо таких законопроєктів викладені, зокрема, у висновках від 5 грудня 2000 року № 3-в/2000, від 1 квітня 2010 року № 1-в/2010, від 10 липня 2012 року № 1-в/2012, від 27 серпня 2012 року № 2-в/2012.
Конституційні реформи як 2004, так і 2011 років, не стосувалися питань недоторканності. Перше зрушення у цьому питанні відбулося у 2016 році [див.].
Після зміни президентської та парламентської влад в Україні у 2019 році Верховна Рада ухвалила зміни до Конституції в частині обмеження депутатської недоторканності (вилученні слів «Народним депутатам України гарантується депутатська недоторканність» та «Народні депутати України не можуть бути без згоди Верховної Ради України притягнені до кримінальної відповідальності, затримані чи заарештовані»). Закон, попередньо схвалений 30 серпня 2019, прийнятий 3 вересня і підписаний Президентом Зеленським 11 вересня того ж року. Набрав чинності з 1 січня 2020 року.

### Нормативно-правові акти
- Конституція України [Архівовано 21 серпня 2013 у Wayback Machine.]
- Про статус народного депутата України: Верховна Рада України; Закон від 17.11.1992 № 2790-XII [Архівовано 6 вересня 2013 у Wayback Machine.]
- Про судоустрій і статус суддів [Архівовано 6 січня 2017 у Wayback Machine.]
- Про Статут гарнізонної та вартової служб Збройних Сил України: Верховна Рада України; Закон, Статут від 24.03.1999 № 550-XIV [Архівовано 15 жовтня 2015 у Wayback Machine.] (п. 230: Чатовий є особою недоторканною)

### Наукові статті
- Борденюк В. Депутатська недоторканність як гарантія діяльності представницького органу державної влади: конституційно-правові аспекти // Юридична Україна. — 2011. — № 3. — С. 22—27[недоступне посилання з липня 2019]
- Бондарчук О. В. До питання про скасування (обмеження) депутатської недоторканності в Україні // Держава і право: Збірник наукових праць. — 2012. — Вип. 57. — С. 166—171[недоступне посилання з липня 2019]
- Ніконорова Н. Ю. Конституційно-правове регулювання інституту депутатської недоторканності в державах-членах Європейського Союзу // Часопис Київського ун-ту права. — 2009. — № 4. — С. 133—138 [Архівовано 24 жовтня 2015 у Wayback Machine.]

### Інші публікації
- Недоторканність / Академічний тлумачний словник (1970—1980) [Архівовано 31 грудня 2016 у Wayback Machine.]
- Недоторканний / Словопедія [Архівовано 24 серпня 2011 у Wayback Machine.]
- Ткачук І. Депутатська недоторканність формальна і фактична / gazeta.ua, 2012-06-13, 13:43:06 [Архівовано 29 квітня 2013 у Wayback Machine.]
- КС дозволив обмежувати депутатську недоторканність / УП, 28 серпня 2012, 15:04 [Архівовано 4 липня 2014 у Wayback Machine.]
- Рада не змогла скасувати депутатську недоторканність. З 401 зареєстрованого у залі депутата за законопроєкт про скасування депутатської недоторканності проголосували всього лише 190 осіб / ZN, UA, 14.05.2013 [Архівовано 2 квітня 2015 у Wayback Machine.]
- Європарламентаря позбавили депутатського імунітету / ipress.ua, 11.06.2013, 19:51 [Архівовано 27 червня 2013 у Wayback Machine.]
- Реальне обмеження депутатської недоторканності свідомо гальмується, — експерт Центру Разумкова / ЗіК, 07 квітня 2010 [Архівовано 17 жовтня 2015 у Wayback Machine.]

### Українська
- Депутатська недоторканність (Сучасна парламентська та судова практика: правовий аналіз) / О. В. Задорожній, М. М. Добкін, А. О. Селіванов; За заг. ред. О. В. Задорожнього. — К.: Логос, 2004
- Модернізація інституту депутатської недоторканності в Україні: законодавчі ініціативи та правові позиції: (науково-практичне видання) / загальна редакція В. О. Зайчука; Інститут законодавства Верховної Ради України. — Київ: Інститут законодавства Верховної Ради України, 2012. — 333 с. — ISBN 9786177008001
- Реєнт О. О. Право депутатської недоторканності: історична ретроспектива та реалії сучасності / Олена Олександрівна Реєнт; Інститут законодавства Верховної Ради України. — Київ, 2010. — 334 с. — ISBN 9789660255616
- Бондарчук О. В. Інститут недоторканності депутата парламенту в Україні та Російській Федерації: порівняльно-правовий аналіз: автореферат дисертації на здобуття наукового ступеня кандидата юридичних наук / Олег Володимирович Бондарчук ; Національна академія наук України, Інститут держави і права ім. В. М. Корецького. — Київ, 2012.
- П. Шляхтун. Недоторканність депутатська // Політична енциклопедія. Редкол.: Ю. Левенець (голова), Ю. Шаповал (заст. голови) та ін. — К.: Парламентське видавництво, 2011. — с.494 ISBN 978-966-611-818-2

### Іноземна
- Akande, D. (2004). International law immunities and the International Criminal Court. American Journal of International Law, 98(3), 407—433.
- Alrfua, A. Y., Sabah, A. H. A., & Alrfoua, A. Y. M. (2018). Parliamentary Immunity in International Legislation. Asian Social Science, 14(6), 71-80.
- Brownell Jr, H. (1953). Immunity From Prosecution Versus Privilege Against Self-Incrimination. Tul. L. Rev., 28, 1.
- Chemerinsky, E. (2008). Absolute immunity: general principles and recent developments. Touro L. Rev., 24, 473.
- Danielson, G. E. (1974). Presidential Immunity from Criminal Prosecution. Geo. Lj, 63, 1065.
- Evans, O. B. (1939). Legal Immunity for Defamation. Minn. L. Rev., 24, 607.
- Hardt, S. (2015). Parliamentary immunity in a European context.
- Keller, S. A. (2021). Qualified and absolute immunity at common law. Stan. L. Rev., 73, 1337.
- Ryan, F. X. (1994). The lex Scantinia and the prosecution of censors and aediles. Classical Philology, 89(2), 159—162.
- Smith, A. T. H. (1983). Immunity from Prosecution. The Cambridge Law Journal, 42(2), 299—327.
- Waxman, S. P., & Morrison, T. W. (2003). What Kind of Immunity? Federal Officers, State Criminal Law, and the Supremacy Clause. Yale Law Journal, 2195—2259.
- Wigley, S. (2003). Parliamentary Immunity: Protecting democracy or protecting corruption?. Journal of Political Philosophy, 11(1), 23-40.
- Wigley, S. (2009). Parliamentary immunity in democratizing countries: the case of Turkey. Hum. Rts. Q., 31, 567.